# ヴェリヨ・トルミス
ヴェリヨ・トルミス（エストニア語: Veljo Tormis、1930年8月7日 - 2017年1月21日）は、エストニアの作曲家。
存命中は最も偉大な合唱作曲家の一人に 、また20世紀のエストニアで最も重要な作曲家の一人に数えられた。国際的には、膨大な数の合唱曲によって知名度が高い。そのほとんどは無伴奏合唱曲であり、その大半が、歌詞・旋律・様式いずれにおいても伝統的な古いエストニア民謡に依拠している。

## 経歴
1930年、エストニア共和国ハリュ県クーサル(Kuusalu)で生まれた。音楽教師で合唱指揮者・オルガン奏者の父親の影響の下に早くから合唱を始めた。オルガンストップがもたらす対照的な音色に親しんだことが、成熟期の作品に特徴的な、合唱曲のテクスチュアや楽器法にも影響を及ぼしているとみなされている。
1943年にタリン音楽学校において公的な音楽教育を受け始めたが、第二次世界大戦と病気によって学業を中断。1949年にタリン音楽院に進学し、さらに1951年から1956年まで、モスクワ音楽院にて研鑽を重ねた。1955年から1960年までタリン音楽学校で、また1962年から1966年までタリン音楽高等学校で教鞭を執ったが、1969年までにはもっぱら自由契約の作曲家として自活するようになった。

## 作曲作品とその特徴
その頃から、2000年に創作活動から隠退するまでトルミスは、500曲以上の個別の合唱曲を作曲しただけでなく、その他の声楽曲や器楽曲、映画音楽、オペラも作曲した。1970年代後半と1980年代においては、政治的により挑発的な作品のいくつかが検閲に引っ掛ったにもかかわらず、ソ連や東欧の各地で作品が演奏される、信じ難いほど有名な作曲家であった。東欧においては、20世紀の合唱曲のレパートリーに偉大な貢献を果たした一人と看做されている。現在では、米国においてもより広い認知を得られるようになりつつある。
日本でも近年、合唱コンクールなどで演奏される機会が増加した。東京混声合唱団では、松原千振が1995年に『幼き頃の思い出』（Helletused）を演奏している。『カレワラ』を題材にしたラテン語の男声合唱曲『大波の魔術』（Incantatio maris aestuosi）は、1999年の第52回全日本合唱コンクール全国大会で3団体が自由曲に選び、そのすべてが金賞をとった。この年の全国大会に出場した男声合唱団は全部で6つであり、トルミス人気の一端を示すものである。管弦楽の分野では、『序曲第2番』（Overture No. 2）が2003年にアヌ・タリと東京フィルハーモニー交響楽団によって日本初演されている。
近年になるとトルミスの作品は、トヌ・カリユステ指揮エストニア・フィルハーモニック室内合唱団によるいくつかの録音と、国際的な演奏によって持て囃されるようになり、1990年代にトルミスは、西欧の著名な合唱団（キングズ・シンガーズやヒリヤード・アンサンブル、ホルスト・シンガーズなど）から委嘱を受けるようになった。
トルミスは、伝統的な旋律や歌詞による作曲について、「私が民謡を利用しているのではなく、民謡が私を利用しているのだ」と語ったことで名高い。トルミスの作品は、エストニア語やその他のバルト・フィン諸語の伝統音楽は、保護・育成すべき文化財の代表であり、文化は歌を仲立ちとすることで生き続けるのだというトルミスの確信の表れである。
『鉄への呪い』
エストニア国外で最も演奏機会に恵まれているのが『鉄への呪い』（Raua needmine, 1972年）であり、原始的なシャーマニズムの伝統を呼び覚まして、戦争の邪悪さについての寓意をまとめ上げている。この楽曲は、トルミスのその他の議論の多い作品と並んで、ソ連政府によって上演禁止とされていた。

### 主要作品一覧
- キーヌ島の婚礼歌 Kihnu pulmalaulud, 1959
- 秋の風景 Sügismaastikud, 1964
- エストニアの暦 Eesti kalendrilaulud, 1966-67
- マリアのバラード Maarjamaa ballaad, 1967
- 鉄への呪い Raua needmine, 1972
- 雷鳴への連祷 Pikse litaania, 1974
- イスホリアの抒情 Isuri eepos, 1975
- エストニアのバラード Eesti ballaadid, 1980
- 歌の懸け橋 Laulusild, 1981
- 神よ、我らを戦から護りたまえ Varjele, Jumalan soasta, 1984
- 連作合唱曲集《忘れられし民族》（忘れられた民族たち－バルト・フィン諸民族の古い民謡―） Unustatud rahvad, 1970-89
- 司祭と異教徒 Piispa ja pakana, 1992
- 大波の魔術 Incantatio maris aestuosi, 1996